# Die Königin der Verdammten
Der Roman Die Königin der Verdammten (Originaltitel The Queen of the Damned) von der amerikanischen Schriftstellerin Anne Rice wurde 1988 veröffentlicht und ist das dritte Buch des Zyklus Chronik der Vampire.
Die Handlung des Romans schließt an die von Der Fürst der Finsternis direkt an und stellt besonders den Ursprung der Vampire in den Mittelpunkt der Erzählung.

## Inhalt des Vampirromans

### Vorrede
In Marius’ Versteck, einem Ort in einer riesigen, schneebedeckten Einöde, erwacht plötzlich die Königin der Vampire, Akasha, durch die Musik von Lestats Rockband aus ihrer Starre und tötet Enkil. Marius wird von ihr in eine Gletscherspalte geworfen, aus der er sich nicht befreien kann.

### Teil I: Unterwegs zum Vampir Lestat
In den sechs Abschnitten des ersten Kapitels werden sowohl Menschen als auch Vampire, bis dahin bekannte und auch unbekannte, während eines Zeitabschnittes vorgestellt. Ein alter Mann hat einen Traum von den Zwillingen und will das seiner ehemaligen Auftraggeberin (Maharet) mitteilen. Das Vampirmädchen Baby Jenks hat ebenfalls diesen Traum und geht später durch eine unbekannte Macht in Flammen auf. Pandora hört Marius’ Hilferufe und sucht den Vampir Azim, der als Gott verehrt wird, auf und befragt ihn auch nach den Zwillingen. Daniel Molloy, der Junge aus Gespräch mit einem Vampir lebt mit Armand zusammen, der ihn zum Vampir macht. Nach einem langen Schlaf erwacht Khayman, einer der ältesten Vampire, in Athen und macht sich auf den Weg, Lestat zu suchen. Jessica Miriam Reeves, kurz Jesse, lernt ihre Verwandte Maharet und Mael kennen und tritt den Talamasca bei, die sie nach New Orleans schicken, um Nachforschung über Lestat anzustellen, wo sie in der alten Wohnung von ihm, Claudia und Louis das Tagebuch von Claudia findet. Danach begibt sie sich ebenfalls auf den Weg zu Lestat.

### Teil II: Geisterdämmerung
Lestats Konzert findet zu Halloween 1985 in San Francisco statt, zu dem Armand mit Daniel erscheinen, außerdem sind Jesse, Khayman, Mael und einige Mitglieder der Talamasca da. Akasha tötet ein paar der Lestat feindselig gegenüberstehenden Vampire und reduziert diese somit auf eine kleine Gruppe, von der sie sich Loyalität gegenüber ihrem Vorhaben erhofft.

### Teil III: Wie am Anfang, jetzt und immerdar …
Lestat, der von Akasha nach dem Konzert verschleppt wurde, erhält von ihr Bilder der geschehenen und gegenwärtigen Ereignisse. Er sieht daher unter anderem, wie Pandora und Santino endlich Marius aus der Eisspalte befreien. Dann bringt sie ihn zu dem Schloss seiner Familie in der Auvergne und bringt ihm das Fliegen bei.
Derweil treffen sich in Maharets Haus in Sonoma die noch übrig gebliebenen Vampire Pandora, Marius, Santino, Mael, Jesse, Armand, Daniel, Gabrielle, Louis, Khayman und Eric.
Akasha und Lestat begeben sich zu Azim und sie tötet ihn; zusammen mit Lestat werden die Menschen im Tempel ermordet und Akasha gibt den Überlebenden die Botschaft mit, dass sie, die Himmelskönigin, Frieden bringen wird. Danach führt sie Lestat in ein Bürgerkriegsgebiet, wo Akasha den Frauen befiehlt, ihre Männer zu töten.
Unterdessen erzählt Maharet den anwesenden Vampiren ihre Geschichte: Sie und ihre Schwester Mekare waren Hexen, die mit Geistern kommunizierten und in den Höhlen des Berges  Karmel lebten. In Ägypten heiratet der König Enkil die schöne Akasha, die aus Uruk stammte. Diese verbietet den Kannibalismus dann im Niltal. Nach dem Tod ihrer Mutter beginnen Mekare und Maharet deren Leichnam zu verspeisen, bis ägyptische Soldaten die Schwestern gefangen nehmen und nach Ägypten zu dem Pharaonenpaar bringen, die sie nach der Herkunft ihrer Kräfte und Wunder fragen. Da ihre Antworten beide nicht befriedigen, werden die Schwestern vor dem Hofstaat von Khayman vergewaltigt, wobei Maharet ein Kind empfängt, und beide danach in der Wüste ausgesetzt. Später werden sie allerdings zurückgebracht.
Lestat erwacht in einem Haus auf einer Insel im Mittelmeer und erfährt von Akasha, dass sie alle Männer töten will, um die Welt von weiteren Kriegen, Leid und Zerstörung zu bewahren. Er versucht, sie mit Argumenten vom Gegenteil zu überzeugen, kann aber ihren Entschluss nicht ändern.
Nach einer Unterbrechung setzt Maharet ihre Geschichte fort: Der Geist Amel, der den Schwestern nach Ägypten gefolgt war, blieb dort, um Khayman für sein Verbrechen an den Schwestern zu bestrafen, und wütet in seinem Haus. Enkil und Akasha versuchen mit dem Geist zu reden, da sie ein Auflehnen des Volkes befürchten, das beide für das Unheil verantwortlich macht. Im Haus werden sie von Verrätern angegriffen und schwer verletzt. Amel dringt in die Wunden der Königin ein und belebt ihren fast toten Körper und macht sie zum ersten Vampir. Um ihren Mann zu retten, lässt sie ihn ihr Blut trinken und sie erschafft auf diese Weise einen zweiten Vampir.
Lestat kann derweil Akasha überreden, sich zu den anderen Vampiren zu begeben, da er hofft, diese könnten auf Akasha einwirken und sie von ihrem Plan abbringen.
Maharet erzählt weiter: Da jedoch der König und die Königin ihre neue Gestalt mit den dazugehörigen Eigenschaften nicht akzeptieren wollen, suchen sie Hilfe bei den Schwestern. Aus Wut, da die Hexen ihnen nicht helfen können, werden beide misshandelt und Maharet werden die Augen entfernt und Mekare die Zunge herausgeschnitten. Derweil erschafft Akasha aus ihrem Hofmeister Khayman einen neuen Vampir, der aus Mekare wiederum einen Vampir macht und die ihre Schwester ebenfalls verwandelt. Akasha lässt beide Schwestern trennen und in steinerne Särge legen, die nach Osten und Westen auf dem Ozean treiben sollen. Maharet, an der Ostküste des südlichen  Afrikas gestrandet, versucht seit damals ihre Schwester zu finden – zunächst vergebens, bis ein Archäologe in Peru Zeichnungen der Schwestern entdeckt, die von Mekare stammen mussten. Außerdem erzählt Maharet von der Großen Familie, die Nachkommen ihrer Tochter Miriam.

### Teil IV: Die Königin der Verdammten
Lestat und Akasha treffen bei den übrigen Vampiren in Maharets Haus ein. Der Versuch, Akasha zu überzeugen, ihr Vorhaben aufzugeben, scheitert. Jedoch erscheint Mekare, die Akasha angreift und sie niederringen kann. Zusammen mit Maharet verspeist Mekare das Gehirn und das Herz von Akasha, wodurch der Geist Amel sich nun in ihrem Körper befindet und Mekare die Königin der Vampire wird.

### Teil V: … Welt ohne Ende, Amen
In Armands Villa in Miami haben sich die Vampire zusammengefunden und verbringen einige Zeit miteinander, bevor jeder wieder seiner Wege geht. Lestat schreibt derweil seine Erzählung „Die Königin der Verdammten“ und befindet sich immer noch in Trauer über den Tod von Akasha. Zusammen mit Louis begibt er sich nach New Orleans, wo sie ihr altes Haus, in dem sie mit Claudia gelebt hatten, besuchen und danach nach London fliegen, in das Hauptquartier der Talamasca, wo sie David Talbot, den Leiter der Geheimorganisation besuchen.

## Erzählsituation und Zeitebene
Der erste und zweite Teil des Romans sowie die Einschübe im dritten bestehen erstmals aus einer personalen Erzählsituation. Die Darstellung der Handlung wird nicht von Lestat in Form eines auktorialen oder Ich-Erzählers betrieben. Das wird daran deutlich, dass u. a. die Beschreibung von Lestat auf der Bühne in der dritten Person abgefasst ist und somit keineswegs Lestat der Erzähler ist. Dadurch gelingt es, das Geschehene (Die Legende von den Zwillingen, das Konzert) in einen Zusammenhang mit den späteren Erlebnissen mit Akasha zu stellen. Durch diesen Perspektivwechsel wird die Handlung der subjektiven Ebene enthoben und erhält einen allumfassenden Charakter.
In dieser Erzählsituation tritt aber besonders Maharet als Erzählerin längerer Passagen hervor, wodurch es innerhalb der Zeitebene zu Rückblenden (Analepse) kommt, die den Konflikt erklären.
Die Einfügungen im dritten Teil und der gesamte vierte und fünfte Abschnitt sind in der Perspektive des Ich-Erzählers verfasst, dessen Rolle der Vampir Lestat einnimmt. Durch diese Erzählsituation wird ein Identitätsgefühl des Rezipienten mit dem Erzähler erzeugt und lässt ihn direkt am Geschehen teilhaben. Der Erzähler beschreibt das Geschehene hierbei jedoch aus einem zeitlichen Abstand, wodurch dieser als reifer und erfahrener als sein „erlebendes Ich“ ist und der Handlung einen subjektiven Charakter verleiht.

## Historische Bezüge
Im Gegensatz zu den beiden vorherigen Romanen werden hier keine Bezüge zur Neuzeit, sondern zur Antike hergestellt. Akasha stammt zum Beispiel aus der Stadt Uruk, eine der ältesten sumerischen Städte in Mesopotamien. Auch die Besiedlung des Berges  Karmel, der Wohnort der Schwestern im heutigen Israel, ist seit dem Paläolithikum archäologisch belegt.

## Filmische Umsetzung
Der Roman Die Königin der Verdammten wurde zusammen mit Der Fürst der Finsternis 2001 mit Aaliyah (Akasha) und Stuart Townsend (Lestat) unter dem Titel Königin der Verdammten verfilmt.

## Textausgabe
- Rice, Anne: Die Königin der Verdammten. Goldmann 1993, ISBN 3-442-09843-2